# Universitat Manisa Celal Bayar
La Universitat Manisa Celal Bayar o (MCBU) és una universitat pública de recerca situada a Manisa, Turquia. Deu el seu nom a Mahmut Celâl Bayar (16 de maig de 1883 -22 d'agost de 1986) polític turc que va ocupar el càrrec de 3r President de Turquia.

## Característiques
La universitat es remunta a 1959 com a universitat independent d'esports i professors. El campus principal es troba al districte de Muradiye de Manisa. La universitat està formada per 14 facultats, 3 escoles i 15 escoles professionals. A partir del 2017, la universitat ofereix més de 70 programes de grau i més de 90 de postgrau diferents. La MCBU és l'única escola del país que ofereix un programa d'enginyeria en tecnologia del tabac. La Facultat d'Educació Física i Esports també és una de les més antigues de Turquia que va començar a oferir programes de ciències de l'esport i educació física.
És una de les universitats més grans de la regió de l'Egeu amb més de 55.000 estudiants i 1.156 professors. La tardor de 2017 tenia 652 estudiants internacionals.

## Campus
La Universitat Celal Bayar es compon de tres campus principals; Campus de Muradiye, Uncubozkoy i Downtown Manisa. La MCBU també té col·legis i escoles que es troben als seus diferents districtes.

## Organització
Ahmet Ataç es va convertir en el setè president de la Universitat el 29 de juliol de 2019. El president Ataç té tres vicepresidents i tres consellers.
|    | President         | Inici | Fi   |
| -- | ----------------- | ----- | ---- |
| 1. | Ümit Doğay Arınç  | 1992  | 1994 |
| 2. | Taner de tonyina  | 1994  | 2002 |
| 3. | Cemil Özcan       | 2002  | 2006 |
| 4. | Semra Öncü        | 2006  | 2010 |
| 5. | Mehmet Pakdemirli | 2010  | 2014 |
| 6. | A. Kemal Çelebi   | 2014  | 2019 |
| 7. | Ahmet Ataç        | 2019  | N/A  |

A la tardor de 2017, MCBU donava feina a 1.609 membres del personal acadèmic, inclosos 1.037 docents (professor).

## Exalumnes destacats
- Alp Kırşan, actor
- Bekir Pakdemirli, ministre d'Agricultura i Forests
- Deniz Baysal, actriu
- Eray Ataseven, futbolista turc
- Erhan Usta, polític turc, membre del Parlament de Samsun del Partit del Moviment Nacionalista
- Hidayet Karaca, presentador de notícies
- Kemal Özdeş, entrenador de futbol turc
- Özge Kanbay, va ser una futbolista turca i àrbitre de futbol
- Tevfik Lav, entrenador de futbol turc